# Johann Gottlieb Naumann
Johann Gottlieb Naumann (født 17. april 1741 i Blasewitz ved Dresden, død 23. oktober 1801 i Dresden) var en tysk komponist, dirigent og kapelmester der under et kort ophold i København 1785/86 komponerede en opera Orfeus og Eurydike, "Danmarks første storopera".
Naumann var elev af
Dresdner Kreuzschule og studerede musik nærmest
som autodidakt navnlig på flerårige rejser
i Italien. 1764 blev han sachsisk
"Hofkirke-komponist". Under senere ophold i Italien skrev
Naumann italienske operaer for scenerne i Palermo,
Venedig og Padua og derimellem også for
operaen i Dresden, hvor han 1776 blev kapelmester.
1777 var Naumann i Stockholm for at
omordne kapellet der, og under et nyt
ophold i Stockholm (1782) fremførte han en af sine
kendteste operaer Gora og derefter operaen Gustav Vasa.
1786 opførtes i København Orfeus og Eurydike, som Naumann havde skrevet på
opfordring herfra, hvor han var indkaldt for at
reformere kapellet, og som han selv indstuderede. I København gjorde man sig megen umage for at vinde ham for Danmark, men alt hvad
man opnåede var, at han ligesom for Stockholms vedkommende
påtog sig at omordne kapellet, i hvilket øjemed han opholdt
sig her fra juni 1785 til april 1786 og komponerede operaen,
hvortil Charlotte Biehl havde forfattet
teksten med benyttelse af et tysk operadigt af hofråd
von Lindemann(?), som Naumann tidligere havde haft til hensigt at komponere.
Orpheus og Eurydice opførtes første gang under komponistens
ledelse 31. januar 1786 og vandt meget bifald. Et klaverudtog af
denne opera med dansk og tysk tekst blev 1787 udgivet i Kiel af
professor Carl Friedrich Cramer. Musikken til Cora, opført i København 1788,
udkom her i et af Kunzen udarbejdet forkortet klaverudtog.
I alt har Naumann skrevet 23 operaer (i melodiøs
italiensk stil uden synderlig dramatisk kraft eller
lidenskab) og endvidere en del kirkemusik,
deriblandt Klopstocks Vater unser, symfonier,
sonater og sange.
Note
1. 1 2  Kvinfo.dk skriver om denne opera og Biehs rolle: "... Danmarks første storopera, Johann Gottlieb Naumanns Orfeus og Euridike, opførtes i 1786 og gik 15 gange. Biehl både oversatte, redigerede og tildigtede. Det blev et gigantisk projekt med storslåede teaterkulisser, en hidsig debat om scenografi og til sidst en stor fest, som hun deltog i med liv og lyst. ..."